# Хайлвиг фон Аре-Хохщаден
Хайлвиг фон Аре-Хохщаден (на немски: Heilwig von Are-Hochstaden; * 1150, † 1196) е графиня от Аре-Хохщаден и чрез женитба господарка на господство Липе и господство Реда
Тя е дъщеря на граф Улрих фон Аре († 1197) или на граф Ото I фон Аре-Хохщаден († пр. 1162) и Аделхайд фон Хохщаден († пр. 1162) и е далечна роднина на Хоенщауфените.

## Фамилия
Хайлвиг фон Аре-Хохщаден се омъжва 1167 г. за Бернхард II фон Липе (* ок. 1140; † 1224). Бернхард се разболява, през 1194 г. предава господството на син си Херман II и отива като монах в основания от него през 1185 г. манастир Мариенфелд. Те имат децата:
- Аделхайд (* 1241; † сл. 1244), омъжена за Хайнрих фон Куик 'Черния' фон Арнсберг († 1222), след това абатиса на Елтен (1241)
- Хайлвиг (* ок. 1186, † сл. 1244), омъжена за граф Готфрид II фон Цигенхайн († сл. 1205)
- Дитрих († 28 юли 1227 в битката при Ане)
- Ото II († 28 юли 1227, убит), епископ на Утрехт (1215 – 1227)
- Герхард II († 27 юли 1258), архиепископ на Бремен (1219 – 1258)
- Бернхард IV († 14 април 1247), от 1228 епископ на Падерборн
- Гертруда II († сл. 1234), абатиса на Херфорд (1217 – 1239)
- Етелинда/Хетелент († сл. 1244), абатиса на Басум до ок. 1243
- Елизабет († сл. 1224), абатиса на Херфорд
- Кунигунда († сл. 1224), абатиса на Фрекенхорст (1219 – ок. 1225)
- Беатрикс († ок. 23 юни 1244), омъжена пр. 21 януари 1222 г. за граф Хайденрайх I фон Лутерберг/Лаутерберг († 1228/1230), син на граф Зигебодо фон Шарцфелд-Лаутерберг († 1192) и племенник на граф Буркард фон Шарцфелд-Лаутерберг († 1225)
- Херман II (* ок. 1172; † 25 декември 1229. убит), сърегент с баща си и го последа през 1196 г. като владетел, женен за Ода фон Текленбург († 1242)
- Маргарета (* ок. 1163; † 1210), омъжена ок. 1182 г. за Вилхелм фон Бредероде (* ок. 1150; † 1221)